# Sensibilização de gênero

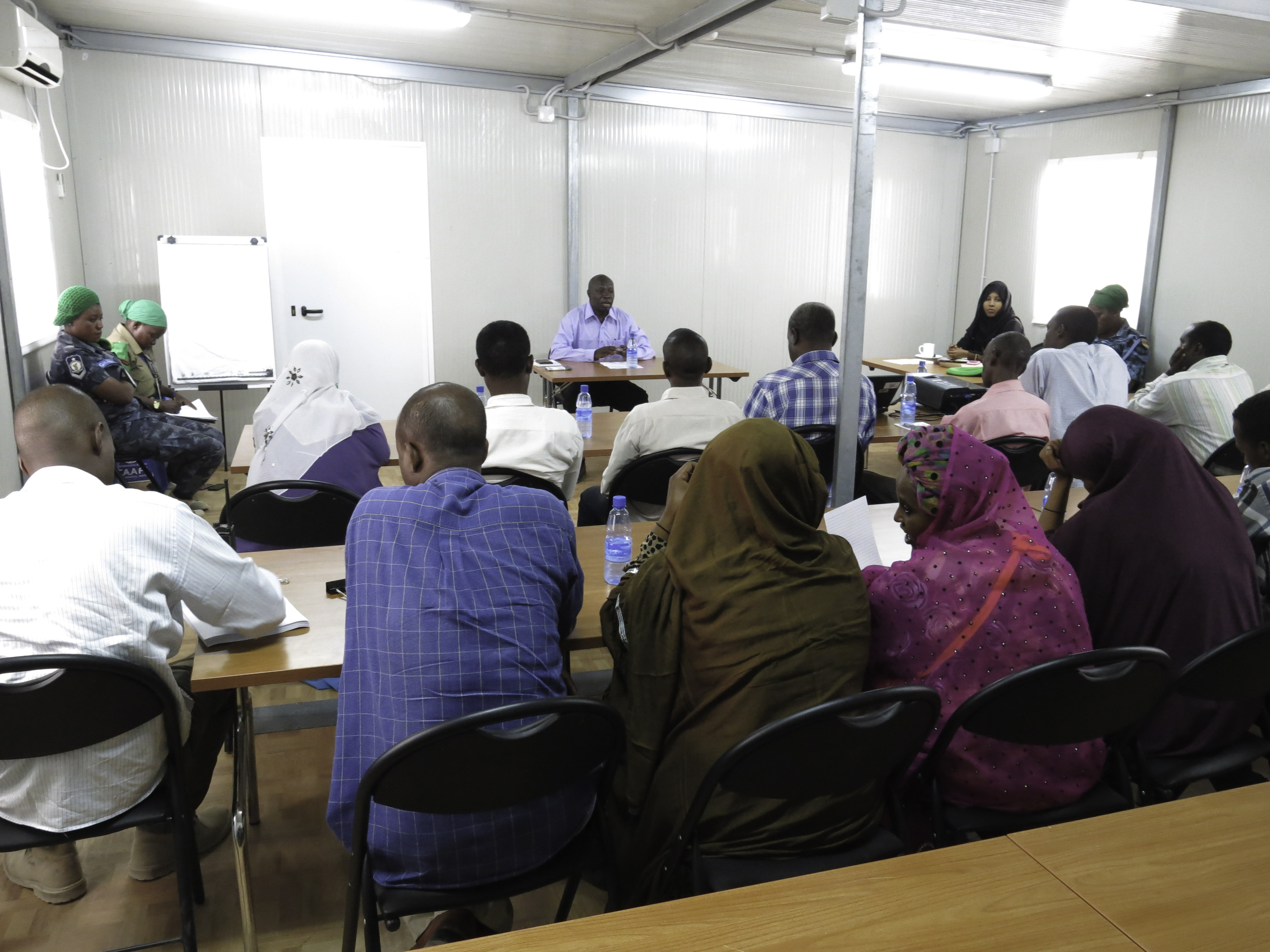
AMISOM sensibiliza seus assistentes de língua somali sobre exploração e abuso sexual

A sensibilização de gênero é o ensino da sensibilidade de gênero e o incentivo à modificação de comportamentos através da conscientização sobre a igualdade de gênero. O objetivo da sensibilização de gênero é abordar questões de igualdade de gênero e incentivar os participantes a buscar soluções. Isto pode ser alcançado através da realização de várias campanhas de sensibilização, centros de formação, workshops, programas, etc. No domínio das Ciências Humanas e Sociais, a sensibilização é vista como uma propensão ou disposição informada pela consciência que visa mudar o comportamento para que seja sensível a determinadas questões. A sensibilização de gênero pode também ser vista como "a propensão informada e consciente de se comportar de maneira sensível à justiça de gênero e às questões de igualdade de gênero".
A sensibilização de gênero está interligada com o empoderamento de gênero. As teorias de sensibilização de gênero afirmam que a modificação do comportamento de professores e pais (etc.) em relação às crianças pode ter um efeito causal na igualdade de gênero. 
Sensibilização de gênero "é sobre mudar o comportamento e incutir empatia nas opiniões que temos a respeito do nosso próprio e dos outros gêneros". Ajuda as pessoas a "examinar suas atitudes e crenças pessoais e questionar as 'realidades' que pensavam conhecer.

Símbolos de gênero. O vermelho é o símbolo de Vênus, feminino. O azul representa o símbolo de Marte, masculino